# Кривенко, Николай Евдокимович
Николай Евдокимович Кривенко (19.06.1924 — 25.05.1993) — проходчик Кировского шахтостроительного управления комбината «Карагандашахтострой» Министерства строительства предприятий тяжёлой индустрии Казахской ССР, Карагандинская область (1971).

## Биография
Родился 19 июня 1924 года на территории Киргизской АССР (ныне — Бухар-Жырауский район Карагандинской области Казахстана). Русский.
Трудовую деятельность начал в 1940 году. В Великую Отечественную войну работал в родном колхозе имени Калинина Ульяновского района Карагандинской области Казахской ССР (ныне — Бухар-Жырауского района Карагандинской области Казахстана).
В 1942—1950 годах служил в Военно-морском флоте на корабле Тихоокеанского флота в 67 ОПб, воен. кадр. судов ДВ ГМП.
После увольнения из Вооружённых Сил с 16.03.1950 года работал проходчиком Кировского шахтостроительного управления комбината «Карагандашахтострой» в Карагандинской области Казахской ССР. В 1954 году возглавил комплексную бригаду проходчиков, которая на протяжении многих лет являлась передовой и образцовой.
Вместе с бригадой строил шахты № 86, 22, 35, 121, 122, 1-ю Вертикальную. Вскоре бригада стала известна и за пределами области. В августе 1955 года бригадой был установлен всесоюзный рекорд по проходке квершлага по шахте № 86-87. Было пройдено 203,2 погонных метра, вместо 100 плановых. Затем эта цифра была доведена до 300 метров. Новый объект, шахту № 22, строила уже не просто бригада, а коллектив коммунистического труда. За успехи, достигнутые в деле строительства предприятий угольной промышленности в годы пятой пятилетки (1951—1955) и в 1956 году, был награждён орденом «Знак Почёта». В 1958 году вступил в КПСС.
Передовой горняк был известен своими рационализаторскими предложениями и изобретениями, главное из которых — «плита-разминовка», которая накладывается на железнодорожные пути в шахте, что позволяет перебрасывать вагоны с одного пути на другой. Экономия трудозатрат от внедрения этого новшества составила 200 человеко-смен.
Указом Президиума Верховного Совета СССР от 5 апреля 1971 года за выдающиеся успехи в выполнении заданий пятилетнего плана по строительству и вводу в действие производственных мощностей, жилых домов и объектов культурно-бытового назначения Кривенко Николаю Евдокимовичу присвоено звание Героя Социалистического Труда с вручением ордена Ленина и золотой медали «Серп и Молот».
Избирался депутатом Карагандинского областного и Кировского городского Советов народных депутатов, членом Кировского горкома Компартии Казахстана.
Руководил бригадой до выхода на пенсию.
Жил в городе Караганда (Казахстан). Скончался 25 мая 1993 года в Караганде.

## Награды
- Золотая медаль «Серп и Молот» (05.04.1971);
- орден Ленина (05.04.1971)
- орден «Знак Почёта» (26.04.1957)
- Медаль «За победу над Японией»[3]
- Медаль «В ознаменование 100-летия со дня рождения Владимира Ильича Ленина»
- Медаль «За доблестный труд в Великой Отечественной войне 1941—1945 гг.»
- Медаль «Ветеран труда»
- знаком «Шахтёрская слава» трёх степеней.
- медалями Выставки достижений народного хозяйства
- и другими

- Отмечен Грамотами и дипломами.